# Bernhard Doerdelmann
Bernhard Doerdelmann (* 18. Januar 1930 in Recklinghausen; † 1. August 1988 in Rothenburg ob der Tauber), bisweilen auch unter dem Pseudonym Cornelius Streiter arbeitend, war ein deutscher Verlagsdirektor, Lyriker, Erzähler, Hörfunkautor und Lektor.
Im Jahr 1983 hat Bernhard Doerdelmann unter seinem Pseudonym Cornelius Streiter für den Bayerischen Rundfunk ein knapp einstündiges Hörbild über „Sophie Strasser — die Wienerin aus Regensburg oder: Wie Franz von Suppe zum Weltruhm kam“ verfasst, das am 20. Februar 1983 im 2. Hörfunkprogramm ausgestrahlt wurde. Obwohl der Großteil der darin als Fakten vorgetragenen biografischen Details nachweislich frei erfunden ist, hat der Archivar und Musikhistoriker Raimund Walter Sterl im guten Glauben Streiters Erfindungen in zwei ausführlichen Sofie-von-Suppè-Artikeln als Tatsachen überliefert: „Rosine Sophie Strasser (1841–1926). Ihre Bedeutung für Franz von Suppés Leben und Werk“ sowie „Eine Regensburgerin als musikalische Muse in Wien. Franz von Suppés Gattin Rosine Sophie Suppé, geb. Strasser (1841–1926).“
Sein lyrisches Werk wird von Killy und Wilpert als „sozialkritisch“ und „aus humanitärem Impetus“ entstanden hervorgehoben.

## Auszeichnungen
- Kogge-Förderpreis (1975)